# La finta pazza
La finta pazza (título original en italiano; en español, La loca fingida) es una ópera italiana en cinco actos con música de Francesco Sacrati y libreto en italiano de Giulio Strozzi. Con decorados de Giacomo Torelli, se estrenó en la inauguración del Teatro Novissimo de Venecia el 14 de enero de 1641, y luego en Bolonia en 1645. Se convirtió en una de las óperas más populares del siglo XVII.
Mazarino hizo ir a los actores italianos a la corte de la regente Ana de Austria y el espectáculo se representó el 14 de diciembre de 1645 en el Petit-Bourbon, bajo el título Feste theatrali per la finta pazza. Para entretenimiento del joven Luis XIV, Giovan Battista Balbi inventó los ballets en medio de la escena de los loros, los monos, los avestruces, los osos y los indios.
Mezclando música, canto, ballet, puesta en escena y maquinaria, La finta pazza pasa por ser la primera ópera representada en Francia, y el precursor de la opéra-ballet.

## Trama
La finta pazza es una variación de la historia de Aquiles en Esciros, con Deidamía y Aquiles como protagonistas, y también protagonizada por Licomedes, Ulises, Caronte y Diomedes. Está ambientada en la isla de Esciros en los meses previos al inicio de la guerra de Troya. Deidamía es en secreto la amante de Aquiles, y juntos tienen un hijo, Pirro. Aquiles fue enviado a la isla por su madre para evitar que se viera envuelto en la Guerra de Troya, y vive allí encubierto, disfrazado de princesa. Ulises y Diomedes, en busca de aliados en la guerra, han llegado a la isla; cuando Aquiles quiere unirse a la guerra, Deidamía finge la locura (de donde viene el nombre de la obra) para retenerlo en la isla. Al final se casan y parten juntos.